# Gading Marten
Gading Marten de son nom complet Angkling Gading Gumilang (qui signifie « Hameçon d'ivoire ») est un artiste, chanteur et présentateur indonésienne à Jakarta le 8 mai 1982.

## Biographie
Issu d'une fratrie de quatre enfants, il est le dernier enfant que l'acteur Roy Marten ait eu de son mariage avec sa première épouse, Farida Sabtijastuti. Ses parents divorcent quand il n'a qu'un an et son père se remarie dès 1985 avec le mannequin Anna Maria Sofyana, avec qui il aura deux autres enfants.
Sa décision devenir artiste a été très influencé par le fait qu'il désirait depuis sa plus tendre enfance à suivre les traces de son père, qu'il considère comme étant son idole et un modèle suivre pour lui.
N'étant pas uniquement consacré au tournage de films et de séries télévisées, Gading Marten consacre également beaucoup de son temps au monde du divertissement comme présentateur d'émissions de variétés ou de comédies,. En 2012, il sort Yang Tak Retak, son premier album de chansons pop rock sponsorisé par Royal Prima Musikindo.

## Vie personnelle
Martin est diplômé de l'Université Atma Jaya de Jakarta en mars 2005 avec un baccalauréat en gestion. Le 10 avril 2012, il a rencontré Gisella Anastasia, une chanteuse, dans une salle d'une chaîne de télévision. Ils se sont mariés le 14 septembre 2013 à l'église Tirta Luhur, Uluwatu, Bali, et ayant une fille, Gempita Nora Marten, née le 16 janvier 2015. Gading Marten et Gisella Anastasia ont divorcé le 23 janvier 2019.
Il pratique le christianisme orthodoxe de l'Église orthodoxe avec le nom de sacrement Laurentios.

## Filmographie
- 2008 : Love
- 2009 : Wakil Rakyat
- 2009 : Anak Setan
- 2010 : London Virginia
- 2010 : Laskar Pemimpi
- 2011 : Get Married 3
- 2012 : Sampai Ujung Dunia
- 2012 : Cinta Di Saku Celana

## Discographie
1. Yang Tak Retak (2012)